# Collegium Augustinianum Gaesdonck

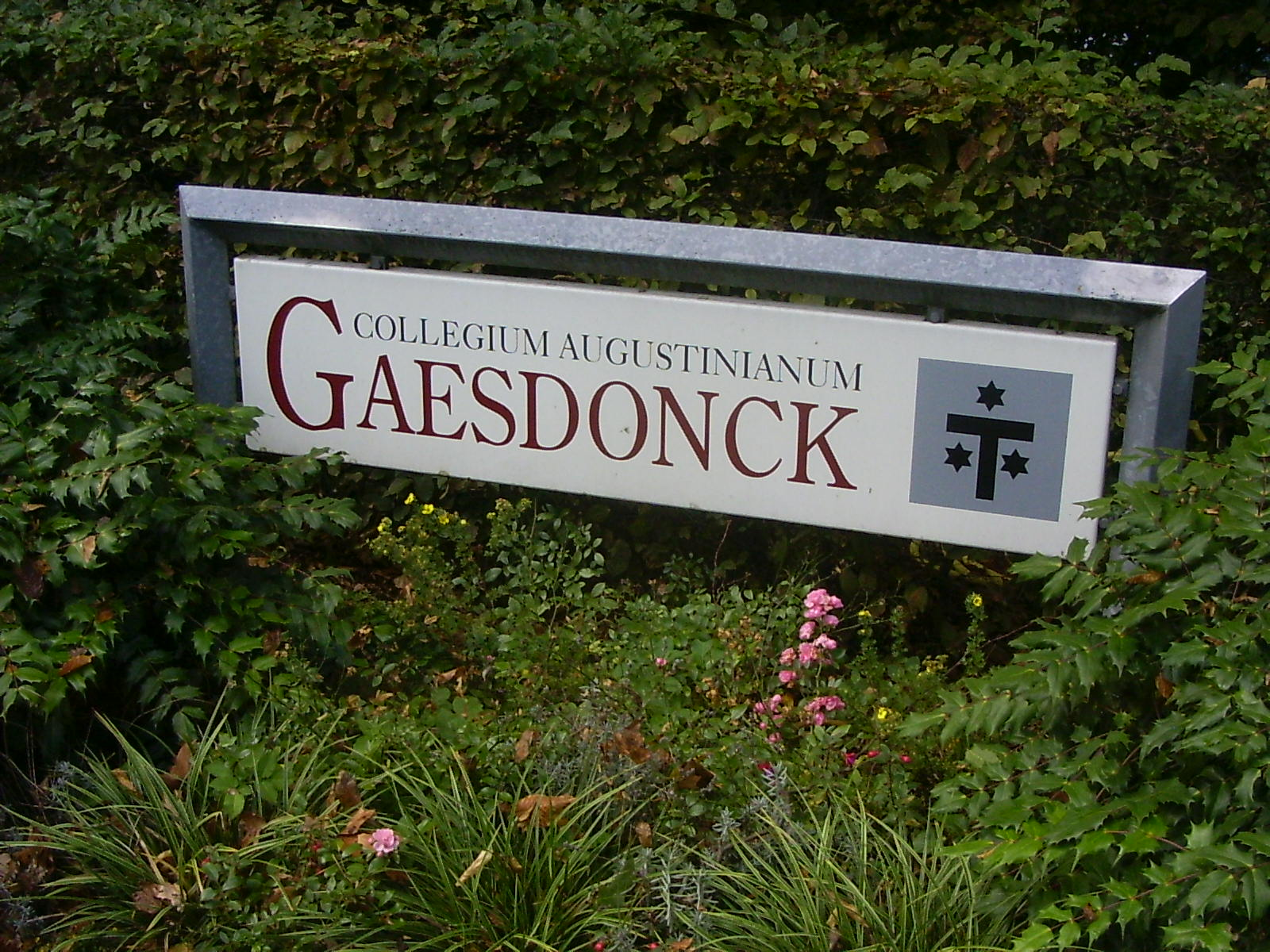
Schild „Collegium Augustinianum Gaesdonck“ mit Logo

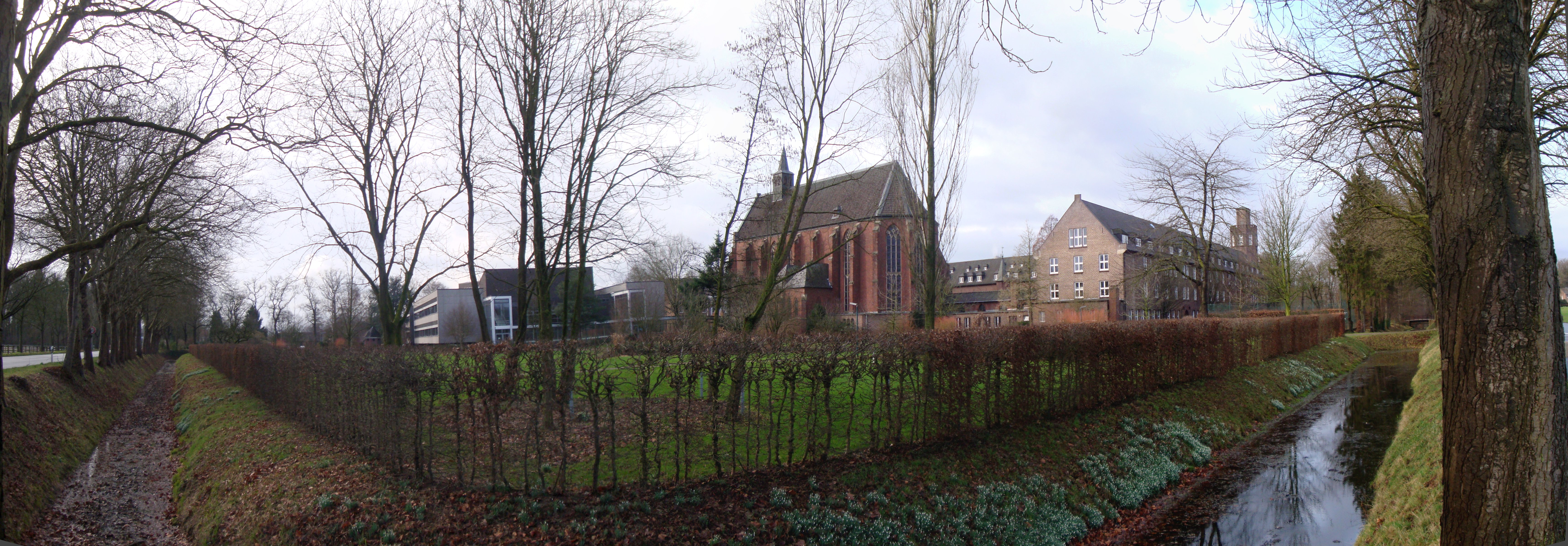
Collegium Augustinianum Gaesdonck, Ansicht von Osten

Das Collegium Augustinianum Gaesdonck ist ein staatlich anerkanntes bischöfliches Gymnasium mit Internat  in Goch für Mädchen und Jungen. Es wird getragen von der Stiftung Collegium Augustinianum Gaesdonck; Vorsitzender des Stiftungsvorstandes ist der in Xanten residierende Münsteraner Weihbischof Rolf Lohmann. Auch wenn die Gaesdonck keine Einrichtung des Bistums Münster ist, ist sie dem Bistum eng verbunden.
Ziel der Schule ist die Bildung und Ausbildung junger Menschen auf katholisch-christlicher Grundlage. Das Motto der Schule lautet: „Kopf. Herz. Charakter“. Viele Ehemalige fühlen sich dem Internat und der Schule gemäß dem Wahlspruch „Quos Gaesdonck iunxit iunctos non dirimet aetas“ (Diejenigen, die Gaesdonck verbunden hat, kann die Zeit nicht trennen) dauerhaft verbunden.

## Lage
Der Campus des Collegium Augustinianum Gaesdonck liegt am Niederrhein zwischen der drei Kilometer entfernten Stadt Goch und dem weniger als einen Kilometer entfernten niederländischen Ort Siebengewald (Gemeinde Bergen, Limburg) auf dem Gebiet des Gocher Ortsteils Hülm unmittelbar an der Grenze zu den Niederlanden. Ein Teil des Geländes liegt schon in den Niederlanden. Das landschaftlich schön gelegene Collegium Augustinianum wird teilweise von dem Bach Kendel, einem Nebenfluss der Niers, umflossen. Zudem ist das ursprüngliche eigentliche Klosterareal von einem Wassergraben umgeben. Auf dem weitläufigen parkähnlichen Gelände des Internatsgymnasiums befindet sich auch ein kleiner See.

## Name und Wappen
Der Name „Gaesdonck“, der von einem vor der Klostergründung (siehe Kapitel Geschichte) an derselben Stelle gelegenen Bauernhof übernommen wurde, ist eine Zusammensetzung der beiden niederfränkischen Wörter „Gaes-“ (hochdeutsch: Bach) und „-donck“ (Hügel) und bezieht sich somit auf eine Erhebung in der ansonsten sehr flachen Niederrheinlandschaft. Lange Zeit wurde fälschlicherweise angenommen, dass der Name mit „Gänsehügel“ zu übersetzen sei. Dies hat sich jedoch auf Grund etymologischer Nachforschungen als falsch erwiesen. Mit dem Attribut „Augustinianum“ sollte die klösterliche Vergangenheit und Tradition des Ortes in Erinnerung gehalten werden; zugleich wurde auf diese Weise der heilige Augustinus zum Schutzpatron der neuen Einrichtung.
Das Wappen des Collegium Augustinianum bestand ursprünglich aus einem roten T-Kreuz und drei sechseckigen gelben Sternen – je einer rechts, links und über dem Kreuz – auf blauem Grund. Das Wappen oder zumindest das charakteristische Kreuz daraus findet sich mehrfach in den Wappen ehemaliger Schüler wieder, die zu Bischöfen ernannt wurden (siehe Kapitel Bekannte Schüler), und belegt so deren Verbundenheit mit dem Collegium Augustinianum. Die Farben des Wappens wurden um die Jahrtausendwende geändert. Das T-Kreuz und die Sterne sind nun schwarz auf grauem Grund bzw. weiß auf rotem Grund.

## Geschichte

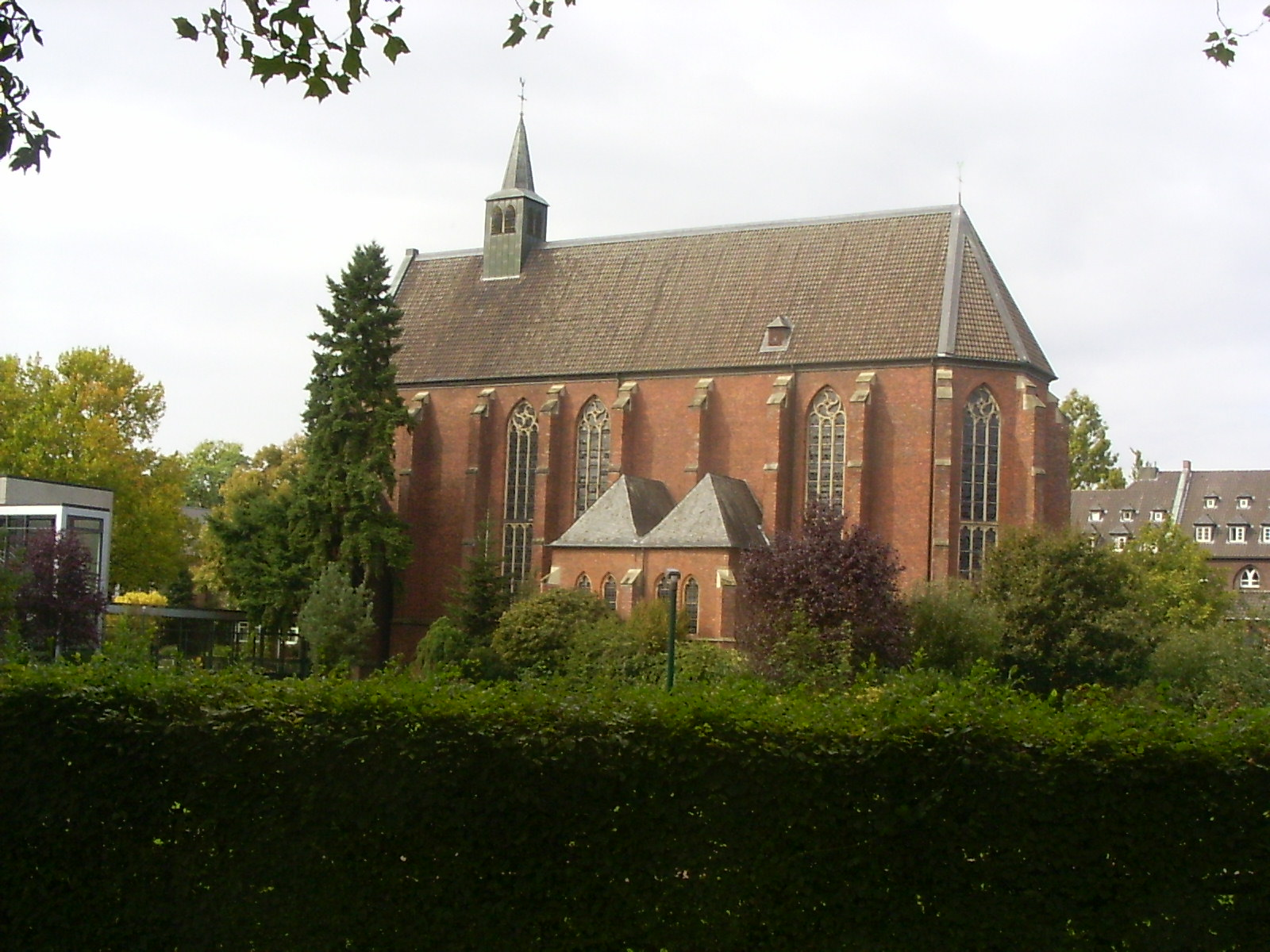
Stiftskirche Gaesdonck

In der Klosterkirche und den anderen Gebäuden der ehemaligen Canonia Beatae Mariae in Gaesdonck prope Goch, einem Kloster der Regulierten Chorherren des hl. Augustinus der Kongregation von Windesheim, das 1406 eingeweiht und im Zuge der Säkularisation 1802 aufgelöst worden war und das dann von 1828 an zwanzig Jahre lang als „Hülfspriesterseminar“ des Bistums Münster gedient hatte, wurde das Collegium Augustinianum Gaesdonck am 16. Oktober 1849 gegründet und eingerichtet. Gründungsrektor war der nachmalige Zentrums-Reichstagsabgeordnete und Münsteraner Domdechant Clemens Perger.
Zweimal führten die politischen Zeitumstände zu einer Schließung der Schule: Zum ersten Mal auf Grund von Bismarcks sogenanntem „Kulturkampf“ im Jahre 1873, die Wiedereröffnung erfolgte 1893. Die zweite Schließung wurde 1942 durch die nationalsozialistische Diktatur erzwungen. Nach dem Ende von Krieg und Gewaltherrschaft konnte bereits im Januar 1946 – trotz der weitgehenden Zerstörung der Gebäude – der Schulbetrieb wieder aufgenommen und mit dem Wiederaufbau des Collegium Augustinianum begonnen werden.
Die Ausrichtung des früheren Jungeninternates wurde im Jahr 2002 von der Seedukation hin zur Koedukation geändert, so dass nun auch katholische Mädchen die Schule besuchen konnten. Darüber hinaus wurde im Juni 2017 bekannt gegeben, dass nunmehr auch nicht getaufte Jugendliche und Christen anderer Konfessionen aufgenommen werden können.
Infolge einer Neustrukturierung, die aufgrund der rückläufigen Zahl der Internatsschüler notwendig geworden war, entschied man sich 2018, den alle zwei Wochen stattfindenden Samstagsunterricht ab dem Schuljahr 2018/2019 abzuschaffen.
Im Jahr 2024 feierte die Gaesdonck 175-jähriges Bestehen.

## Leitung
Ab August 2011 führte Jürgen Linsenmaier, ehemaliger stellvertretender Schulleiter der Gaesdonck und seit 1975 Mitglied des Lehrerkollegiums, als Direktor die Amtsgeschäfte. Sein Vorgänger Hans-Georg Steiffert war im Juni 2011 nach sechsjähriger Amtszeit in den Ruhestand getreten. Im Sommer 2014 ging Linsenmaier in den Ruhestand. Ihm folgten Peter Broeders als Direktor, Doris Mann als Schulleiterin und Alois Kisters als Internatsleiter. Spiritual ist seit August 2015 Cornelius Happel. Anfang 2018 schied Peter Broeders als Direktor aus, da er sich neu orientieren wollte. Im Juni desselben Jahres wurde Alois Kisters aus seinem Amt als Internatsleiter verabschiedet, war aber weiterhin als Lehrer an der Gaesdonck tätig. Internatsleiter ist seitdem Michael Gysbers. Als neuer Direktor übernahm Markus Oberdörster am 1. September 2018 die Leitung der Schule. Am 1. Februar 2021 löste Sabine Schleede-Schmalz Doris Mann als Schulleiterin ab.

## Pädagogisches Konzept
Die pädagogische Konzeption und Zielsetzung, die auf dem christlich-katholischen Menschenbild beruht, wird in dem Motto zusammengefasst: „Christlich leben, sozial handeln, Begabungen entfalten“. Es gibt interne Schüler, „tagesinterne“ Schüler, die bis zum Abend auf dem Campus bleiben und an Angeboten des Nachmittagsprogramms teilnehmen können, und externe Schüler. Das Internat der Gaesdonck gliedert sich in sogenannte „Häuser“, die nach Geschlecht, Klassenstufe und Besuchsform sortiert sind.
Hervorzuheben ist die besondere musische Ausrichtung des Internatsgymnasiums, das eine eigene Kunstsammlung (von barocker Sakralkunst bis Joseph Beuys) besitzt und auf dessen Gelände auch die eigenständige Gaesdoncker Musikschule sowie seit Februar 2008 die ebenfalls eigenständige Gaesdoncker Kunstschule bestehen. Außer der alten Klosterbibliothek gibt es vier weitere Präsenz- und Leihbibliotheken. Seit den 1980er Jahren wird auf der Gaesdonck rund fünfmal jährlich von professionellen Ensembles aus Großbritannien, den USA, Frankreich oder aus Spanien Fremdsprachentheater mit klassischen und modernen Stücken dargeboten. Außerdem finden regelmäßig Konzerte und Vorträge der hauseigenen Big Band sowie dem Schulchor aCAGella statt.
Daneben wird auch dem Sport Bedeutung beigemessen, wie etliche Sportstätten (zwei Turnhallen, ein Hallenbad und eine Reithalle sowie ein Sportplatz und mehrere Fußball- und Tennisplätze) auf dem Schulgelände belegen. Die Gaesdonck besitzt eine Fußballmannschaft, welche auf Kreisligaebene oftmals gegen andere Schulen benachbarter Städte antritt. In der Oberstufe bietet ein Sportkurs die Möglichkeit, Inliner zu skaten. Das Ziel des Kurses ist dabei das Bestehen des Berliner Inlinermarathons.
Im Sommer 2006 wurde zudem die Junior Business School Gaesdonck eingerichtet, in der Schüler der Oberstufe sich in zusätzlichen Kursen über wirtschaftliche und juristische Zusammenhänge unterrichten lassen können; sie stellt seit dem Schuljahr 2019/2020 eine der drei sogenannten „Advanced Classes“ dar. Die Schüler können sich für die Advanced Classes „Medical Science“, „Business Economics“ oder „Arts and Design“ bewerben. Es werden Praktika in den Klassenstufen 9, 10 und 11 durchgeführt.
Das Internatsgymnasium pflegt Schulpartnerschaften und Schüleraustausch mit Gymnasien in Frankreich, Irland, den Niederlanden, Polen, Spanien und Wales sowie Mexiko, der Volksrepublik China und Paraguay. Besondere Kooperationen bestehen mit der Radboud-Universität Nijmegen und der Universität Duisburg-Essen. Darüber hinaus bietet die Gaesdonck seit 2009 mit Unterstützung des Kreises Kleve für besonders begabte Grundschüler der dritten und vierten Klasse das sogenannte „Kinder College“ an, mit Kursen in Fremdsprachen (Englisch, Niederländisch und Chinesisch), Kunst, Mathematik und Naturwissenschaften (Biologie, Chemie). Im Collegium Augustinianum fand bereits mehrfach die Deutsche SchülerAkademie statt.
Mehrere Male im Schuljahr findet für Schüler der Oberstufe ein Studium generale statt, dessen Besuch bei einer bestimmten Anzahl an Anwesenheiten durch eine Beurkundung mit dem Abiturzeugnis bestätigt wird. Bei bisherigen Vorträgen im Zuge des Studium Generale referierten auch bekanntere Persönlichkeiten, so beispielsweise in Kooperation mit der Deutschen Atlantischen Gesellschaft Joachim Gauck, Herbert Reul oder etwa Abiturienten der Gaesdonck wie Bernd Dicks (Gründer des Parookaville-Festivals) oder Lars Beusker (Nature Photographer of the Year).

## Bekannte Schüler

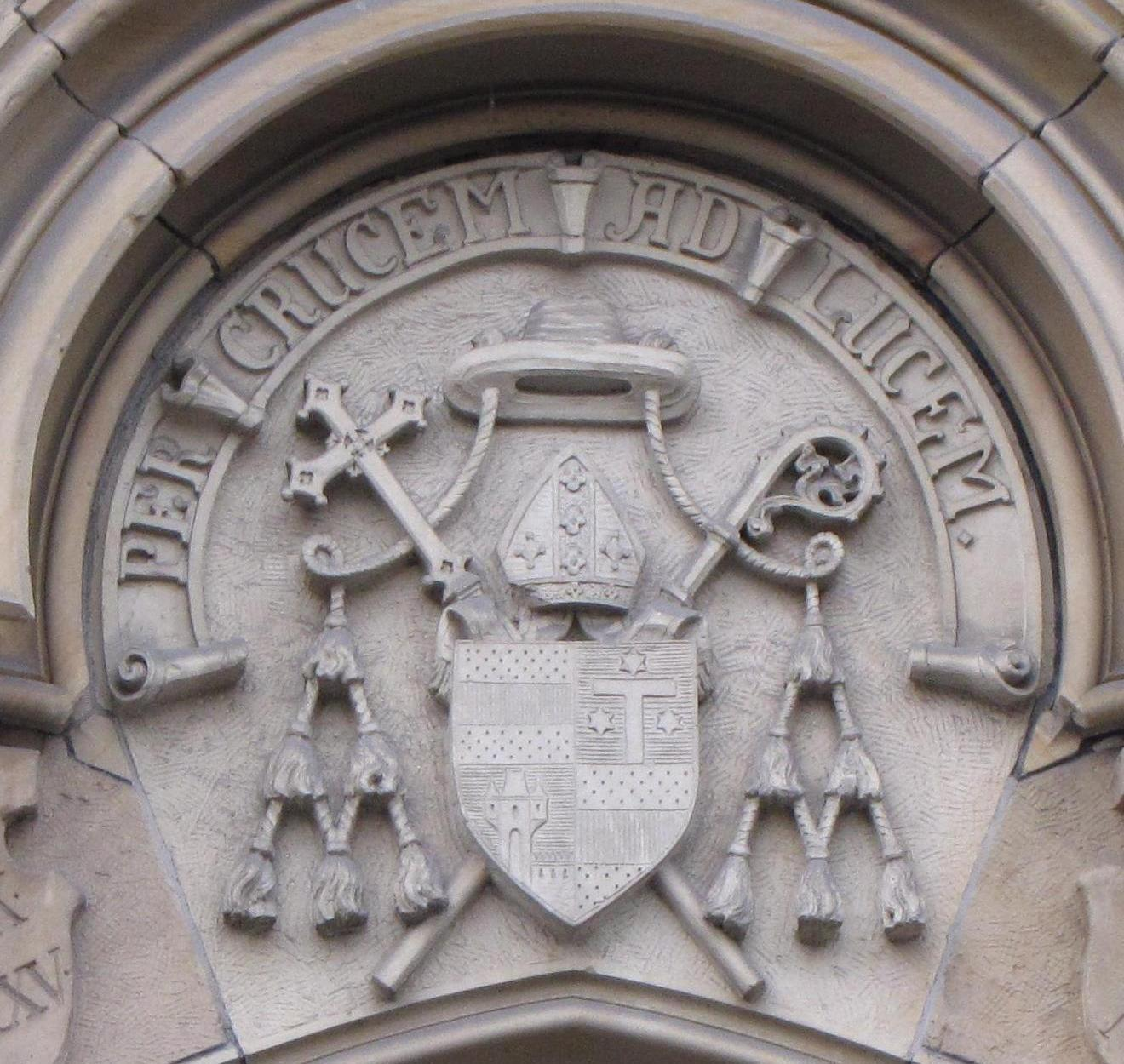
Wappen des Collegium Augustinianum im Bischofswappen von Hermann Jakob Dingelstad (Relief am Collegium Ludgerianum in Münster)

Viele bekannte Persönlichkeiten aus Kirche, Kultur, Wissenschaft, Politik und Wirtschaft waren Schüler der Gaesdonck:
- der Heilige Arnold Janssen, Begründer der Steyler Missionare
- Bischöfe: Hermann Jakob Dingelstad (Münster), Johannes (John) Janssen (Belleville, Illinois, USA), Adolf Fritzen (Straßburg), Felix Kardinal von Hartmann (Münster und Köln, Begründer des Bundes Neudeutschland), Heinrich Joeppen (Feldpropst und Militärbischof), Heinrich Maria Janssen (Hildesheim), Franz Kamphaus (Limburg), Heinrich Janssen (Münster, Region Niederrhein), Werner Thissen (Hamburg)
- Historiker, Archäologen, Philologen, Philosophen und Theologen: Christoph Reichmann, Robert Scholten, Joseph Bautz, Peter Hüls, Josef Janßen, Johannes Maria Verweyen, Johannes Hessen, Matthias Mertens, Friedrich Gorissen, Arnold Angenendt, Friedrich Janssen, Siegfried Schmieder, Theodor Ebert, Michael Spangenberger, Heinz Eickmans, Ludger Hünnekens, Michael Stickelbroeck, Marc Föcking, Toni Tholen, Jan-Heiner Tück, Markus Büning, Reinhold Friedrichs
- Schriftsteller: Hermann Wette, Hermann-Josef Schüren, Marcus Ingendaay, Paul Ingendaay, Pascal Nicklas, Gregor Hens, Georg Maria Roers, Christoph Peters, Sascha Weber
- Bildende Künstler: Pidder (Johann-Peter) Auberger, Paul Wans, Norvin Leineweber, Peter von Felbert, Franz Rudolf van der Grinten, Carsten Wirth, Martin Schumacher, Jürgen von Dückerhoff
- Schauspieler, Musiker, Sprecher: Stefan Wigger, Heribert Beissel, Otto Junggeburth, Winfried Toll, Gerd-Heinz Stevens, Andreas H. H. Suberg, Hans-Hermann Jansen, Hans Steingen, Claus Vester, Claudio Deri, Tobi Aengenheyster
- Journalisten: Ulrich Klever, Franz Wördemann
- Politiker, Militärs: Aloys Fritzen, Julius Heveling, Karl Fritzen, Anton von Kersting, Ferdinand von Wolff-Metternich, Hubert Hönnekes, Johannes Stepkes, Hubert Lesaar, Johannes Hauser, Ludwig Stummel, Hubert Schulze-Pellengahr, Felix von Vittinghoff-Schell, Heinz Kotthaus, Theodor Brauer, Johannes Vöcking, Ralf Valkysers, Ulrich Lechte, Martin Schieren, Hans-Josef Holtappels
- Natur- und Ingenieurwissenschaftler: Alphons J. van der Grinten, Josef Suwelack, Johannes Asdonk
- Unternehmer: Bastian Fassin, Philippe Oddo

## Bekannte Lehrer und Erzieher
Unter den Lehrern und Erziehern der Schulgeschichte sind von überregionaler Bedeutung:
- Clemens Perger (Theologe und Politiker; Gründungsrektor 1849–1873)
- Hermann Jakob Dingelstad (Bischof von Münster; Lehrer 1859–1862 und 1865–1873)
- Anton de Waal (Theologe und Kunsthistoriker; Lehrer 1862–1868)
- Adolf Fritzen (Bischof von Straßburg; Lehrer 1866–1873)
- Julius Heveling (Priester und Politiker; Lehrer 1867/68)
- Anton Schmeddinghoff (Theologe und Priester; Lehrer 1900–1905)
- Fritz Witte (Theologe und Kunsthistoriker; Lehrer 1900–1904)
- Felix Rütten (Theologe und Historiker; Lehrer und Direktor 1912–1942 und 1945–1949)
- Laurenz Schmedding (Priester und Lehrer; Lehrer 1939–1942)
- Hermann Teuber (Maler und Graphiker; Lehrer 1948–1950)
- Heinz Kotthaus (Lehrer und Politiker; Studienreferendar 1949/50)
- Walter Vinnenberg (Priester und Lehrer; Direktor 1949–1954)
- Walther Brüx (Künstler und Lehrer; Lehrer 1951–1953 und 1955–1969)
- Irmfried Benesch (Lehrer und Schriftsteller, Pseudonym: Fridolin Aichner; Lehrer 1952–1955)
- Adolf Exeler (Theologe; Lehrer und Präfekt 1953–1955)
- Matthias Mertens (Priester; Prokurator und Rektor 1953–1970)
- Heinrich Maria Janssen (Bischof von Hildesheim; Spiritual 1955–1957)
- Kurt Abels (Germanist; Lehrer 1957–1969)
- Adolf Scheidt (Fußballspieler; Lehrer 1958/59)
- Gregor Hövelmann (Historiker und Kreisarchivar des Kreises Kleve; Lehrer 1960–1969)
- Theodor Buckstegen (Domkapitular des Bistums Münster; Spiritual 1967–1970)
- Franz Joseph van der Grinten (Künstler, Kunstsammler und Kunsthistoriker; Lehrer und Sammlungspfleger 1971–1990)

## Besonderheiten
Zum Collegium Augustinianum gehört auch die Augustinushütte in Randa (im Schweizer Kanton Wallis, unweit von Zermatt), wo seit Anfang der 1960er Jahre sommers und winters Wander- bzw. Skifreizeiten für die Schüler veranstaltet werden.
Eine pomologische Besonderheit ist die Apfelsorte Gaesdoncker Renette, die im ehemaligen Klostergarten des Collegium Augustinianum gezüchtet und angebaut wurde.
Seit 2014 wurden in unregelmäßigen Abständen Musicals gezeigt, die zuvor von zwei Lehrkräften geschrieben und komponiert wurden und von der jeweiligen Qualifikationsphase 1 (genannt: Unterprima) des Jahres aufgeführt wurden. Die bis dato präsentierten Musicals tragen die Namen „Die Hexe schlägt zurück – Das Rockmusical der Volxmusik“ (2014), „Mit Säbel, Herz und Papagei“ (2017) und „Die Ewigkeit ist nicht genug – das Rockmusical von Immernacht“ (2024).
Die Klosterbibliothek der Gaesdonck (Bibliotheca domus presbyterorum Gaesdonck) besteht seit der Gründung des Klosters Gaesdonck um 1400. In dem Bestand der Bibliothek befinden sich ca. 6000 Bücher, davon 21 Handschriften aus dem Mittelalter, ungefähr 150 Inkunabeln und viele bunt kolorierte Musikdrucke, unter anderem 51 Unikate, die sich mit der Zeit aus anderen Klöstern und Bibliotheken angesammelt haben. Auch das Archiv des niederrheinischen Zisterzienserinnenklosters Graefenthal wird in der Bibliothek aufbewahrt.
Die Gaesdonck besitzt ein Tonstudio, in welchem die eigene Schulhymne, CD-Aufnahmen für die Musicals oder andere Tonaufnahmen getätigt wurden.
Es ist Tradition, dass jede Stufe, die neu auf die Gaesdonck kommt, einen bestimmten Baum pflanzt. Ebenso gehört es zur Tradition, dass jeder Schüler, der an der Gaesdonck das Abitur erworben hat, auf einer Kachel im Klostergang namentlich verewigt wird.